# Боґуцино
Боґуцино (пол. Bogucino) — село в Польщі, у гміні Колобжеґ Колобжезького повіту Західнопоморського воєводства.
Населення — 199 осіб (2011).

## Демографія
Демографічна структура станом на 31 березня 2011 року:
|          | Загалом | Допрацездатний вік | Працездатний вік | Постпрацездатний вік |
| -------- | ------- | ------------------ | ---------------- | -------------------- |
| Чоловіки | 95      | 17                 | 74               | 4                    |
| Жінки    | 104     | 24                 | 64               | 16                   |
| Разом    | 199     | 41                 | 138              | 20                   |